# Armoriale dei comuni della Manica
Questa pagina contiene le armi (stemma e blasonatura) dei comuni del dipartimento della Manica.

## A
| Stemma | Nome del comune e blasonatura |
| ------ | --- |
|        | Agon-Coutainville Écartelé : au premier et au quatrième de gueules aux trois léopards d'or rangés en barre, au deuxième coupé ondé au I d"azur plain et au II burelé ondé d'argent et d'azur de douze pièces, à la voile latine aussi d'argent, brochant, accompagnée de deux mouettes en chevron renversé du même rangées en bande en chef à senestre, au troisième de sinople à la tête de cheval contournée, senestrée d'un club de golf en barre soutenu d'une balle et surmontée d'une raquette de tennis en bande soutenue d'une balle à dextre, le tout d'argent (inquartato: nel 1º e 4º di rosso, a tre leopardi d'oro ordinati in sbarra; nel 2º troncato ondato: in I d'azzurro pieno e in II burellato ondato d'argento e d'azzurro di dodici pezzi, alla vela latina pure d'argento, attraversante, accompagnata da due gabbiano in scaglione rovesciato dello stesso, ordinate in banda, in capo a sinistra; nel 3º di verde, alla testa di cavallo rivoltata, sinistrata da un bastone da golf in sbarra sostenuto da una palla e sormontato da una racchetta da tennis in banda sostenuta da una palla a destra, il tutto d'argento) Incongruenza tra disegno e blasonatura: nel 1º e 4º i tre leopardi sono posti in banda oltre che ordinati in sbarra. |
|        | Amfreville D'azur au chevron d'or, accompagné en chef de deux étoiles d'argent, et d'un croissant du même en pointe (d'azzurro, allo scaglione d'oro, accompagnato in capo da due stelle d'argento, e da un crescente dello stesso in punta) |
|        | Angoville-sur-Ay D'azur au chevron d'argent accompagné de trois croisettes d'or (d'azzurro, allo scaglione d'argento, accompagnato da tre crocette d'oro) |
|        | Anneville-en-Saire D'hermine à la fasce de gueules engrêlée en chef (d'armellino, alla fascia di rosso spinata in capo) |
|        | Auderville D'argent à la fasce de gueules chargée de deux léopards l'un sur l'autre accostés de deux fermaux, le tout d'or, accompagnée, en chef, d'une fleur de lys accostée de deux étoiles, et en pointe, du phare du lieu accosté de deux mouchetures d'hermine, tous de sable, le phare ajouré du champ et allumé d'or (d'argento, alla fascia di rosso caricata di due leopardi l'uno sull'altro, accostati da due fibbie, il tutto d'oro, accompagnata, in capo, da un giglio accostato da due stelle e, in punta, dal faro locale accostato da due moscature d'armellino, il tutto di nero, il faro finestrato del campo e illuminato d'oro) |
|        | Aumeville-Lestre Écartelé : au premier et au quatrième de sable à l'aigle d'argent semée de croissants du champ, portant sur l'estomac une croisette haussée du même, au deuxième et au troisième d'or au laurier arraché de sinople, au chef de gueules (inquartato: nel 1º e 4º di nero, all'aquila d'argento seminata di crescenti del campo, caricate in cuore dalla crocetta alzata dello stesso; nel 2º e 3º d'oro, al lauro sradicato di verde, al capo di rosso) |
|        | Avranches D'azur à deux tours rondes jointes par un entremur, une porte au milieu d'argent, surmonté d'un dauphin contourné et couché du même, accosté de deux croissants d'or (d'azzurro, a due torri rotonde, unite da un intramuro, con una porta centrale, d'argento sormontato da un delfino rivoltato e coricato dello stesso, accostato da due crescenti d'oro) alias: D'azur à un château crénelé d'argent, flanqué de deux tours crénelées du même, accosté de deux fleurs de lys d'or ; sommé d'un dauphin contourné et couché d'argent, surmonté d'une fleur de lis d'or, la fleur de lis accostée de deux croissants d'argent (d'azzurro, al castello merlato d'argento, fiancheggiato da due torri merlate dello stesso, accostate da due gigli d'oro; cimato da un delfino rivoltato e coricato d'argento, sormontato da un giglio d'oro, il giglio accostato da due crescenti d'argento) |

## B
| Stemma | Nome del comune e blasonatura |
| ------ | --- |
|        | Barfleur De gueules au bar d'argent en pal surmonté d'une fleur de lis d'or (di rosso, al barbo d'argento posto in palo, sormontato da un giglio d'oro) |
|        | Barneville-Carteret De gueules à une tour d'argent maçonnée de sable, surmontée de quatre fusées accolées du même (di rosso, alla torre d'argento, murata di nero, sormontata da quattro fusi accollati dello stesso) |
|        | Baudre D'argent au croissant de gueules, accompagné de six merlettes du même, posée trois en chef et trois en pointe, 2 et 1 (d'argento, al crescente montante di rosso, accompagnato da sei merlotti dello stesso, posti tre in capo e tre in punta, 2 e 1) |
|        | Beaumont-Hague D'azur au chevron d'argent chargé de trois merlettes du champ, celles en pointe affrontées, et accompagné de trois trèfles d'or (d'azzurro, allo scaglione d'argento, caricato da tre merlotti del campo, quelli in punta affrontati, e accompagnato da tre trifogli d'oro)                                                                                             |
|        | Belval D'argent à la rose de gueules boutonnée d'or, pointée, tigée et feuillée de sinople, chaussé du même (d'argento, alla rosa di rosso, bottonata d'oro, punteggiata, gambuta e fogliata di verde; calzato dello stesso) |
|        | La Bonneville De sable à la croix ancrée d'or (di nero, alla croce ancorata d'oro) |
|        | Brécey D'hermine au lion de gueules (d'armellino, al leone di rosso) |
|        | Bréhal Coupé : au premier de gueules au léopard d'or accompagné de huit fleurs de lis du même, quatre rangées en chef et quatre rangées en pointe, au deuxième d'azur aux trois coquilles d'or (troncato: nel 1º di rosso, al leopardo d'oro, accompagnato da otto gigli dello stesso, quattro ordinati in capo e quattro ordinati in punta; nel 2º d'azzurro, a tre conchiglie d'oro) |
|        | Bricquebec D'or au lion de sinople, armé et lampassé de gueules, couronné d'argent (d'oro, al leone di verde, armato e lampassato di rosso, coronato d'argento) |

## C
| Stemma | Nome del comune e blasonatura |
| ------ | --- |
|        | Canisy Vairé d'or et de gueules à la bande d'azur chargée d'un fer de moulin aussi d'or accosté de deux broyes du même (vaiato d'oro e di rosso, alla banda d'azzurro, caricata di un ferro da mulino pure d'oro accostato da due sfilacciatori di lino dello stesso) |
|        | Carentan D'argent à l'aigle éployée de gueules, accostée de neuf billettes de même, 4, 2, 2 et 1 ; au chef d'azur chargé de trois fleurs de lys d'or (d'argento, all'aquila spiegata di rosso, accostata da nove biglietti dello stesso, 4, 2, 2 e 1; al capo d'azzurro, caricato di tre gigli d'oro)                                                                                           |
|        | Carolles D'azur à une nef équipée et habillée d'argent voguant sur des ondes du même, au chef de gueules chargé d'un léopard d'or (d'azzurro, alla nave equipaggiata e fornita d'argento, vogante su onde dello stesso; al capo di rosso, caricato di un leopardo d'oro) |
|        | Cerisy-la-Forêt Écu sur le tout : d'azur aux fleurs de lys d'argent et à la tête de crosse d'argent vêtu de gueules aux léopards d'or (scudo sul tutto: d'azzurro, al giglio d'argento e alla testa di pastorale d'argento, vestito di rosso ai leopardi d'oro) |
|        | Cerisy-la-Salle De sinople à la bande d'argent accostée de deux cotices du même, accompagnée, en chef, d'un lion léopardé d'or (di verde, alla banda d'argento, accostata da due cotisse dello stesso, accompagnata, in capo, da un leone illeopardito d'oro) |
|        | Le Chefresne Parti : au premier d'argent au frêne de sinople, au second d'azur à la croix huguenote d'or ; le tout sommé d'un chef de gueules chargé d'un léopard d'or armé et lampassé d'azur (partito: nel 1º d'argento, al frassino di verde; nel 2º d'azzurro, alla croce ugonotta d'oro; il tutto cimato da un capo di rosso caricato di un leopardo d'oro, armato e lampassato d'azzurro) |
|        | Cherbourg-Octeville D'azur à la fasce d'argent chargée de trois étoiles de six rais de sable, accompagnée de trois besants d'or (d'azzurro, alla fascia d'argento, caricata di tre stelle di sei raggi di nero, accompagnata da tre bisanti d'oro) |
|        | Condé-sur-Vire De sinople à la rivière en bande ondée, accompagnée, en chef, d'un bœuf furieux et, en pointe, d'une cane à lait, le tout en ombre au trait d'argent (di verde, al fiume in banda ondata, accompagnato, in capo, da un bove furioso e, in punta, da una giovane anatra, il tutto in ombra al tratto d'argento)                                                                   |
|        | Coutances D'azur à trois colonnes d'argent posées en pal, au chef cousu de gueules chargé d'un léopard d'or, armé et lampassé d'azur (d'azzurro, a tre colonne d'argento, poste in palo, al capo cucito di rosso, caricato di un leopardo d'oro, armato e lampassato d'azzurro) |

## D
| Stemma | Nome del comune e blasonatura |
| ------ | --- |
|        | Denneville D'azur à la fasce d'or accompagnée de trois roses d'argent (d'azzurro, alla fascia d'oro, accompagnata da tre rose d'argento) |
|        | Donville-les-Bains De gueules au cheval mariné d'or surmonté d'un soleil de huit rais droits du même (di rosso, al cavallo marino d'oro, sormontato da un sole di otto raggi diritti dello stesso)                                                |
|        | Ducey Écartelé : au premier et au quatrième de gueules à trois coquilles d'or, au deuxième et au troisième d'azur à trois fleurs de lis d'or (inquartato: nel 1º e 4º di rosso, a tre conchiglie d'oro; nel 2º e 3º d'azzurro, a tre gigli d'oro) |

## E
| Stemma | Nome del comune e blasonatura |
| ------ | --- |
|        | Équeurdreville-Hainneville Coupé : au premier parti, au I d'azur aux trois coquilles d'or rangées en bande et au II de gueules à la tour d'or, au second de gueules au pont de quatre arches d'or sur des ondes de sinople mouvant de la pointe (troncato: nel 1º partito: in I d'azzurro, a tre conchiglie d'oro ordinate in banda; in II di rosso, alla torre d'oro; nel 2º di rosso, al ponte di quattro archi d'oro, su onde di verde moventi dalla punta)                    |
|        | Étienville De sable au sautoir d'or chargé d'un trèfle de sinople et cantonné, en chef et en pointe, d'une losange d'argent et, à dextre et à senestre, d'une merlette du même. Creazione di Denis Joulain, adottata con deliberazione del consiglio municipale dell'ottobre 2008 (di nero, alla croce di Sant'Andrea d'oro, caricata di un trifoglio di verde e accantonata, in capo e in punta, da una loosanga d'argento e, a destra e a sinistra, d'un merlotto dello stesso) |

## F
| Stemma | Nome del comune e blasonatura |
| ------ | --- |
|        | Flamanville Coupé d'azur à trois burelles d'argent surmontées d'un lion passant de même (qui est Bazan), et de gueules aux trois maisons d'or (qui est Sesmaisons) (troncato d'azzurro, a tre burelle d'argento, sormontate da un leone passante dello stesso (che è di Bazan), e di rosso, a tre case d'oro (che è di Sesmaison))                                                                        |
|        | Flottemanville Parti : au premier de gueules aux trois losanges d'argent, au second de gueules au mont de trois coupeaux cousus de sinople, sommé d'une couronne d'or et d'une croix patriarcale issante du même (partito: nel 1º di rosso, a tre losanghe d'argento; nel 2º di rosso, al monte di tre cime cucito di verde, cimato da una corona d'oro e da una croce patriarcale nascente dallo stesso) |

## G
| Stemma | Nome del comune e blasonatura |
| ------ | --- |
|        | La Glacerie D'azur au chevron d'argent chargé en chef d'une rose de gueules, surmonté d'une fleur de lys d'or, accompagné en chef de deux miroirs d'argent bordés d'or et en pointe d'une trangle aussi de gueules sommée d'un clocher d'argent (d'azzurro, allo scaglione d'argento, caricato in cuore da una rosa di rosso, sormontato da un giglio d'oro, accompagnato in capo da due specchi d'argento bordati d'oro e in punta da una trangla pure di rosso, cimata da un campanile d'argento) |
|        | Gouville-sur-Mer Parti : au premier de sinople aux trois coqs d'or démembrés en girouette, crêtés et barbés de gueules, rangés en pal, le deuxième contourné, au second d'azur à la tour de phare d'argent sommée d'un feu rayonnant d'or, ajourée et maçonnée de sable, posée sur un rocher aussi d'argent issant d'une onde alésée du même (partito: nel 1º di verde, a tre galli d'oro smembrati in forma di banderuola, crestati e bargigliati di rosso, ordinati in palo, il secondo rivoltato; nel 2º d'azzurro, alla torre di faro d'argento, cimata da un fuoco raggiante d'oro, finestrato e murato di nero, posato su una roccia pure d'argento, uscente da un'onda scorciata dello stesso) |
|        | Granville D'azur à un dextrochère armé d'or mouvant d'une nuée du même et tenant une épée d'argent garnie d'or, surmonté d'un soleil du même (d'azzurro, al destrocherio armato d'oro, movente da una nuvola dello stesso e tenente una spada d'argento guarnita d'oro, sormontato da un sole dello stesso) |
|        | Gréville-Hague D'argent à la heuse (botte) contournée de sable éperonnée d'or (d'argento, allo stivale rivoltato di nero, speronato d'oro) |
|        | Grosville Coupé : au premier d'azur au croissant d'or accosté, en chef, de deux tours d'argent ouvertes et ajourées du champ, maçonnées de sable, le tout surmonté de trois étoiles aussi d'or rangées en chef, au second parti au I d'argent à l'aigle de sable becquée et membrée d'or et au II d'azur aux trois fasces haussées d'argent, au chevron de gueules brochant, le tout soutenu d'une rose aussi d'argent (troncato: nel 1º d'azzurro, al crescente d'oro accostato, in capo, da due torri d'argento, aperte e finestrate del campo, murate di nero, il tutto sormontato da tre stelle pure d'oro ordinate in capo; nel 2º partito: in I d'argento, all'aquila di nero, rostrata e membrata d'oro; e in II d'azzurro, a tre fasce alzate d'argento, allo scaglione di rosso attraversante, il tutto sostenuto da una rosa pure d'argento) |

## H
| Stemma | Nome del comune e blasonatura |
| ------ | --- |
|        | Hambye D'or aux deux fasces d'azur, accompagnées de dix merlettes de gueules ordonnées en orle (d'oro, a due fasce d'azzurro, accompagnate da dieci merlotti di rosso ordinati in orlo) |
|        | La Haye-du-Puits De gueules à l'aigle d'argent (di rosso, all'aquila d'argento) |
|        | La Haye-Pesnel D'or aux deux fasces d'azur, accompagnées de dix merlettes de gueules ordonnées en orle. (d'oro, a due fasce d'azzurro, accompagnate da dieci merlotti di rosso ordinati in orlo) |
|        | Houesville D'azur à trois pommes d'or tigées et feuillées du même, au chef cousu de gueules à deux léopards affrontés d'or, armés et lampassés d'azur (d'azzurro, a tre mele d'oro, gambute e fogliate dello stesso; al capo cucito di rosso, a due leopardi affrontati d'oro, armati e lampassati d'azzurro) |
|        | Houtteville Coupé de sable et d'or (troncato di nero e oro) |
|        | Huberville Parti : au 1) d'azur à la croix de calvaire d'argent perronnée de trois degrés d'or, accostée de deux fleurs de lys du même au léopard aussi d'or brochant au somment de la colonne sous la croix ; au 2) de gueules à la tour hexagonale du lieu d'or, au chef d'azur chargé de trois étoiles d'argent, celle du milieu plus grande (partito: nel 1º d'azzurro, alla croce di calvario d'argento, scalinata di tre gradini d'oro, accostata da due gigli dello stesso, al leopardo pure d'oro attraversante sulla cima della colonna, sotto la croce; nel 2º di rosso, alla torre esagonale locale d'oro, al capo d'azzurro, caricato di tre stelle d'argento, quella centrale più grande) |

## J
| Stemma | Nome del comune e blasonatura |
| ------ | --- |
|        | Jullouville D'argent à trois canettes de sable, becquées et membrées d'or (d'argento, a tre anatroccoli di nero, imbeccati e membrati d'oro) |
|        | Juvigny-le-Tertre Écartelé : au premier d'argent à trois besants d'or, au deuxième et au troisième d'argent à la croix ancrée d'azur, au quatrième d'argent à un besant d'or (inquartato: nel 1º d'argento, a tre bisanti d'oro; nel 2º e 3º d'argento, alla croce ancorata d'azzurro; nel 4º d'argento, al bisante d'oro) |

## L
| Stemma | Nome del comune e blasonatura                                                             |
| ------ | ----------------------------------------------------------------------------------------- |
|        | Lapenty D'azur à la tour d'argent (d'azzurro, alla torre d'argento)                       |
|        | Lessay De sable à l'essette contournée d'or (di nero, alla piccola ascia rivoltata d'oro) |

## M
| Stemma | Nome del comune e blasonatura |
| ------ | --- |
|        | Marigny D'azur au chevron d'or, accompagné de deux roses en chef et d'un lion en pointe, le tout d'or (d'azzurro, allo scaglione d'oro, accompagnato da due rose in capo e da un leone in punta, il tutto d'oro) |
|        | La Meauffe De sinople à la fasce ondée d'argent accompagnée, en chef, de deux fleurs de lys d'or et, en pointe, d'un saumon aussi d'argent (di verde, alla fascia ondata d'argento, accompagnata, in capo, da due gigli d'oro e, in punta, da un salmone pure d'argento) |
|        | Le Mesnilbus D'azur au chevron d'or, accompagné de trois étoiles du même en chef et d'un fer de lance d'argent en pointe (d'azzurro, allo scaglione d'oro, accompagnato da tre stelle dello stesso in capo e da un ferro di lancia d'argento in punta) |
|        | Les Moitiers-d'Allonne D'azur à la cotice ondée d'argent accompagnée en chef de l'église du lieu adextrée d'un clocher et en pointe de trois moulins à vent rangés en bande, le tout d'or ouvert et maçonné de sable ; le tout enfermé dans une filière de gueules (d'azzurro, alla cotissa ondata d'argento accompagnata in capo dalla chiesa locale addestrata da un campanile e in punta da tre mulini a vento ordinati in banda, il tutto d'oro, aperto e murato di nero; il tutto racchiuso in una filiera di rosso) |
|        | Le Mont-Saint-Michel D'azur aux deux fasces ondées de sinople et brochant sur le tout, à deux saumons d'argent posés en barre, rangés en pal, celui du chef contourné (d'azzurro, a due fasce ondate di verde, a due salmoni d'argento posti in sbarra, ordinati in palo, quello del capo rivoltato) |
|        | Montchaton Taillé : au premier de sinople au saumon contourné bondissant d'argent, au second de sable au casque romain d'argent crêté de gueules taré de demi-profil ; le tout sommé d'un chef de gueules chargé d'une croisette ancrée d'argent (tagliato: nel 1º di verde, al salmone rivoltato saltante d'argento; nel 2º di nero, all'elmo romano d'argento, crestato di rosso, posto in semi-profilo; il tutto cimato da un capo di rosso caricato di una crocetta ancorata d'argento) |
|        | Montebourg De gueules à la croix ancrée d'or (di rosso, alla croce ancorata d'oro) |
|        | Montmartin-sur-Mer D'azur au clocher de l'église du lieu au naturel à dextre senestré d'une mer du champ, le tout sur une terrasse de sinople plantée d'une rangée de pommiers du même fruités de gueules brochant en décroissant à senestre, au navire au naturel habillé d'argent voguant sur ladite mer, surmonté d'un soleil en besant d'or, au chef cousu de gueules chargé de deux léopards d'or rangés en fasce (d'azzurro, al campanile della chiesa locale al naturale a destra, sinistrato da un mare del campo, il tutto su una terrazza di verde, su cui è piantato un filare di meli dello stesso fruttati di rosso, attraversanti a decrescere da sinistra, alla nave al naturale, fornita d'argento, vogante sul detto mare, sormontata da un sole a bisante d'oro; al capo cucito di rosso, caricato di due leopardi d'oro ordinati in fascia) |
|        | Montpinchon D'or au mont de sinople chargé de deux clefs d'argent passées en sautoir et sommé de trois pins de sable surmontés de trois annelets de gueules rangés en chef (d'oro. al monte di verde, caricato di due chiavi d'argento passate in decusse e cimato da tre pini di nero sormontati da tre anelletti di rosso ordinati in capo) |
|        | Mortain D'azur semé de fleurs de lys d'or à la bande componée d'argent et de gueules (d'azzurro seminato di gigli d'oro, alla banda composta d'argento e di rosso) |
|        | La Mouche D'azur à trois mains dextres d'argent, au chef de gueules chargé de deux crosses épiscopales d'or posées en sautoir (d'azzurro, a tre mani destre d'argento; al capo di rosso caricato di due pastorali d'oro passati in decusse) |
|        | Moyon D'or à la croix dentelée de sable (d'oro, alla croce dentata di nero) |

## N
| Stemma | Nome del comune e blasonatura |
| ------ | --- |
|        | Néhou D'or à six macles de gueules, 3, 2 et 1 (d'oro, a sei losanghe vuote di rosso 3, 2 e 1) |
|        | Notre-Dame-de-Cenilly D'azur aux deux flèches d'argent passées en sautoir, accompagnées, en chef à senestre, de la Vierge de carnation habillée et couronnée d'or tenant, de sa main dextre, un sceptre fleurdelysé du même et soutenant, de son bras senestre, l'enfant Jésus aussi de carnation habillé aussi d'or, au franc-quartier de gueules chargé de deux léopards d'or armés et lampassés aussi de gueules passant l'un sur l'autre (d'azzurro, a due frecce d'argento passate in decusse, accompagnate, in capo a sinistra, dalla Vergine di carnagione vestita e coronata d'oro tenente, con la mano destra, uno scettro gigliato dello stesso e sostenente, con braccio sinistro, il bambino Gesù pure di carnagione, vestito pure d'oro; al quartier franco di rosso, caricato di due leopardi d'oro, armati e lampassati pure di rosso, passanti l'uno sull'altro) |

## O
| Stemma | Nome del comune e blasonatura |
| ------ | --- |
|        | Octeville De sinople au mantel d'argent chargé de deux lettres capitales de sable "O" à dextre, "V" à sénestre, au chef de gueules à un léopard d'or armé et lampassé d'azur. (di verde, al mantello d'argento caricato dalle due lettere maiuscole di nero O a destra, V a sinistra; al capo di rosso, al leopardo d'oro armato e lampassato d'azzurro) |
|        | Ouville D'argent à la croix latine d'azur accostée de deux fleurs de lys du même (d'argento, alla croce latina d'azzurro accostata da due gigli dello stesso) |

## P
| Stemma | Nome del comune e blasonatura |
| ------ | --- |
|        | Percy De sable au chef dentelé d'or (di nero, al capo dentato d'oro) |
|        | Périers D'argent au poirier arraché de sinople soutenu d'une trangle de gueules, accompagné de deux lions de sable, l'un en chef à senestre, l'autre contourné en pointe à dextre, à la bande d'azur chargée de trois molettes d'éperon d'or brochant sur le tout (d'argento, al pero sradicato di verde, sostenuto da una trangla di rosso, accompagnato da due leoni di nero, l'uno in capo a sinistra, l'altro rivoltato in punta a destra, alla banda d'azzurro caricata di tre rotelle di sperone d'oro, attraversante sul tutto) |
|        | Picauville D'or à la couronne d'épines de sable accompagnée de trois maillets de sinople – au chef de gueules chargé d'un léopard d'or (d'oro, alla corona di spine di nero, accompagnata da tre maglietti di verde; al capo di rosso caricato di un leopardo d'oro) |
|        | Les Pieux Coupé : au 1) d'azur aux deux jumelles d'argent surmontées d'un lion léopardé du même armé et lampassé et couronné d'or, le fouet de la queue de même, au 2) parti au I d'azur aux trois fasces d'argent, au chevron de gueules brochant sur le tout, au II de gueules aux trois croissants d'argent (troncato: nel 1º d'azzurro, a due gemelle d'argento, sormontate da un leone illeopardito dello stesso, armato, lampassato e coronato d'oro, col fiocchetto della coda dello stesso; nel 2º partito: in I d'azzurro a tre fasce d'argento, allo scaglione di rosso attraversante sul tutto; in II di rosso, a tre crescenti d'argento) |
|        | Pirou De sinople à la bande d'argent côtoyée de deux cotices du même (di verde, alla banda d'argento accostata da due cotisse dello stesso) |
|        | Pontorson De gueules au pont de trois arches d'argent sur une rivière du même, sommé de deux cygnes adossés aussi d'argent, surmonté d'un écusson d'azur semé de fleurs de lys d'or brisé d'un lambel d'argent (di rosso, al ponte di tre archi d'argento su un fiume dello stesso, cimato da due cigni addossati pur d'argento, sormontato da uno scudetto d'azzurro seminato di gigli d'oro, brisato da un lambello d'argento) |
|        | Portbail D'azur au chevron abaissé d'or, accompagné de trois étoiles du même rangées en chef et d'un fer de lance d'argent en pointe (d'azzurro, allo scaglione abbassato d'oro, accompagnato da tre stelle dello stesso ordinate nel capo e da un ferro di lancia d'argento in punta) |

## Q
| Stemma | Nome del comune e blasonatura |
| ------ | --- |
|        | Querqueville De gueules à une chapelle antique trifoliée d'or, au chef cousu d'azur chargé de trois abeilles d'or (di rosso, all'antica cappella trifogliata d'oro, al capo cucito d'azzurro caricato di tre api dello stesso)                 |
|        | Quettehou D'argent à l'aigle de gueules becquée et armée d'or, à la bordure de sable chargée de douze besants aussi d'or (d'argento, all'aquila di rosso, rostrata e armata d'oro; alla bordura di nero caricata di dodici bisanti pure d'oro) |
|        | Quinéville D'azur au chevron d'argent accompagné de trois croisettes d'or (d'azzurro, allo scaglione d'argento, accompagnato da tre crocette d'oro)                                                                                            |

## R
| Stemma | Nome del comune e blasonatura |
| ------ | --- |
|        | Remilly-sur-Lozon Fascé d'or et de gueules, les fasces chargées de seize tourteaux ou besants de l'un et de l'autre, ordonnés 3, 3, 3, 3, 3 et 1 (fasciato d'oro e di rosso, le fasce caricate di sedici torte o bisanti dell'uno nell'altro, ordinate 3, 3, 3, 3, 3 e 1) |
|        | Réville De gueules à la croix alésée d'argent pommetée de trois pièces d'or à chaque extrémité (di rosso, alla croce scorciata d'argento, pomettata di tre pezzi d'oro a ogni estremità) |
|        | Le Rozel D'azur à la croix haussée d'argent posée sur une terrasse de sinople d'où sort un cep de vigne du même qui ondoie autour du montant de la croix accompagnée de quatre flammes d'argent ordonnées 2 et 2 (d'azzurro, alla croce alzata d'argento, posta su una terrazza di verde da cui nasce un ceppo di vite dello stesso, che ondeggia attorno al palo della croce, accompagnata da quattro fiamme d'argento ordinate 2 e 2) |

## S
| Stemma | Nome del comune e blasonatura |
| ------ | --- |
|        | Saint-Amand Fuselé d'argent et de gueules (fusato d'argento e di rosso) |
|        | Saint-Fromond D'argent aux trois fleurs de lys de gueules (d'argento, a tre gigli di rosso) |
|        | Saint-Hilaire-du-Harcouët De gueules à la tour d'argent surmontée de trois étoiles d'or. (di rosso, alla torre d'argento sormontata da tre stelle d'oro) |
|        | Saint-Hilaire-Petitville D'argent au bouquet de quatre joncs au naturel brochant sur trois ondes alésées d'azur et d'un canard colvert au naturel, volant en bande à dextre et brochant sur le tout (d'argento al mazzo di quattro giunchi al naturale attraversante tre onde scorciate d'azzurro, addestrato da un germano reale al naturale volante in banda e attraversante sul tutto) |
|        | Saint-James De gueules à la porte d'argent flanquée de deux tours d'or, celle de senestre plus élevée que l'autre, accompagnée de quatre coquilles aussi d'argent, une en chef et trois en pointe ordonnées 2 et 1 (di rosso, alla porta d'argento fiancheggiata da due torri d'oro, quella di sinistra più alta dell'altra, accompagnata da quattro conchiglie pure d'argento, una in capo e tre in punta ordinate 2 e 1) |
|        | Saint-Jean-de-la-Rivière D'argent aux six roses de gueules 3.2.1 (d'argento, a sei rose di rosso 3, 2, 1) |
|        | Saint-Jean-le-Thomas D'argent plain au chef de gueules chargé de deux molettes d'éperon du champ (d'argento pieno, al capo di rosso caricato di due rotelle di sperone del campo) |
|        | Saint-Lô De gueules à une licorne saillante d'argent, au chef cousu d'azur chargé de trois fleurs de lys d'or (di rosso, all'unicorno saliente d'argento, al capo cucito d'azzurro, caricato di tre gigli d'oro) alias: De gueules à une licorne furieuse d'argent, accornée d'or, au franc-quartier dextre d'azur, chargé d'une étoile rayonnante d'or (di rosso, all'unicorno furioso d'argento cornato d'oro; al quartier franco destro d'azzurro, caricato di una stella raggiante d'oro) |
|        | Saint-Lô-d'Ourville D'azur au cygne d'argent becqué et membré de gueules, au chef d'or chargé de trois merlettes de sable (d'azzurro, al cigno d'argento, imbeccato e membrato di rosso; al capo d'oro caricato di tre merlotti di nero) |
|        | Saint-Marcouf D'azur à deux ancres passées en sautoir celle en barre brochante, les gumènes entrelacées le tout d'argent, au chef bastillé de cinq pièces aussi d'argent chargé d'un sabre d'abordage de gueules en fasce la pointe à dextre (d'azzurro, a due ancore passate in decusse, quella in sbarra attraversante, le gomene intrecciate, il tutto d'argento al capo merlato di cinque pezzi pure d'argento, caricato di una scimitarra d'abbordaggio di rosso posta in fascia con la punta a destra) |
|        | Saint-Martin-d'Aubigny De gueules au lion d'or armé et lampassé d'azur (di rosso, al leone d'oro, armato e lampassato d'azzurro) |
|        | Saint-Maurice-en-Cotentin De gueules à l'aigle impériale d'argent empiétant sur un foudre d'or, surmontée d'une couronne fermée aussi d'or et croisetée du même (di rosso, all'aquila imperiale d'argento afferrante un fulmine d'oro, sormontato da una corona chiusa pure d'oro e crocettata dello stesso) |
|        | Saint-Pair-sur-Mer D'azur à cinq annelets d'or, ordonnés 3 et 2, soutenus d'une jumelle ondée d'argent (d'azzurro, a cinque anelletti d'oro, ordinati 3 e 2, sostenuti da una gemella ondata d'argento) |
|        | Saint-Pierre-Église Taillé : au premier à la tour de l'église du lieu d'argent maçonnée de sable mouvant du trait de partition, au second de gueules à la croix latine renversée d'or accostée de deux clefs aux anneaux en losange pommetée adossées du même (tagliato: nel 1º alla torre della chiesa locale d'argento, murata di nero, movente dal tratto della partizione; nel 2º di rosso, alla croce latina rovesciata d'oro, accostata da due chiavi con gli anelli a losanga pomettati, addossate, dello stesso) |
|        | Saint-Pierre-Langers D'or à la croix de gueules, au chef d'azur chargé de deux étoiles d'argent (d'oro, alla croce di rosso; al capo d'azzurro, caricato di due stelle d'argento) |
|        | Saint-Sauveur-la-Pommeraye Écartelé d'argent et d'or à la croix de gueules brochant sur la partition, la traverse chargé d'un léopard aussi d'or armé et lampassé d'azur, la dite croix cantonnée en chef à dextre et en pointe à senestre, d'une pomme aussi de gueules feuillée d'une pièce du même (inquartato d'argento e d'oro, alla croce di rosso attraversante sulla partizione, la traversa caricata da un leopardo pure d'oro, armato e lampassato d'azzurro, la detta croce accantonata in capo a destra e in punta a sinistra, da una mela pure di rosso, fogliata di un pezzo dello stesso) |
|        | Saint-Sauveur-le-Vicomte De gueules aux deux fasces accompagnées d'un château de trois tours en cœur et de six bars adossés et accolés deux à deux, quatre en chef et deux en pointe, le tout d'or (di rosso, a due fasce accompagnate da un castello di tre torri in cuore e da sei barbi addossati ed accollati due a due, quattro in capo e due in punta, il tutto d'oro) |
|        | Saint-Senier-sous-Avranches Taillé : au premier de gueules à la main dextre appaumée d'argent, au second mi-taillé d'azur aux deux fasces d'argent accompagnées de neuf merlettes contournées du même ordonnées 3, 3 et 3 (tagliato: nel 1º di rosso, alla mano destra appalmata d'argento; nel 2º semitagliato d'azzurro, a due fasce d'argento accompagnate da nove merlotti rivoltati dello stesso, ordinati 3, 3 e 3) |
|        | Saint-Vaast-la-Hougue Parti d'azur à la tour de Tatihou d'or ouverte et ajourée de sable et de sable à la tour de la Hougue aussi d'or ouverte et ajourée aussi de sable sur une mer d'azur ondée de sable et d'azur de l'un en l'autre ; enté d'argent à l'ancre de gueules ; le tout sommé d'un chef de gueules chargé de deux léopards adossés d'or (partito d'azzurro, alla torre di Tatihou d'oro, aperta e finestrata di nero, e di nero, alla torre della Hougue pure d'oro, aperta e finestrata pure di nero, su un mare d'azzurro ondato di nero e d'azzurro dell'uno all'altro; innestato d'argento all'ancora di rosso; il tutto cimato da un capo di rosso, caricato di due leopardi addossati d'oro)                                                                            |
|        | Sainte-Marie-du-Mont D'or au gousset d'azur chargé d'une épée d'argent surmontée d'un drakkar du même, la voile surchargée d'un léopard de gueules, ledit gousset accosté de deux fleurs de lys du même (d'oro, al gousset d'azzurro, caricato di una spada d'argento sormontata da un drakkar dello stesso, la vela sovraccaricata di un leopardo di rosso, il gousset accostato da due gigli dello stesso) |
|        | Sainte-Mère-Église D'azur à une église d'argent, couverte d'or et surmontée de deux étoiles sautant en parachute aussi d'argent, l'église chargée des lettres A et M capitales de sable et posée sur une champagne de gueules chargée d'un léopard aussi d'or (d'azzurro, alla chiesa d'argento, coperta d'oro e sormontata da due stelle saltanti da un paracadute pure d'argento, la chiesa caricata delle lettere A e M maiuscole di nero e posata su una campagna di rosso caricata di un leopardo pure d'oro) |
|        | Sartilly De sinople au cheval d'argent surmonté d'une coquille d'or (di verde, al cavallo d'argento sormontato da una conchiglia d'oro) |
|        | Saussemesnil Taillé : au premier d'azur au pot à une anse au naturel senestré, en chef, d'une lettre S capitale de gueules, au second de sinople aux deux peupliers arrachés au naturel rangés en barre, celui du chef plus épais, adextrés, en pointe, d'une lettre R capitale de gueules, le tout soutenu d'une plaine d'azur; au bâton en barre de gueules brochant sur la partition (tagliato: nel 1º d'azzurro, al vaso con un'ansa al naturale, sinistrato, in capo, da una lettera S maiuscola di rosso; nel 2º di verde, a due pioppi sradicati dal naturale ordinati in sbarra, quello del capo più grosso, addestrati, in punta, da una lettera R maiuscola di rosso, il tutto sostenuto da un a campagna d'azzurro; al bastone in sbarra di rosso attraversante sulla partizione) |
|        | Saussey D'hermine au chef de gueules chargé de trois besants d'or (d'armellino, al capo di rosso, caricato di tre bisanti d'oro) |
|        | Savigny De sable à la fasce d'argent accompagnée de trois merlettes du même (di nero, alla fascia d'argento accompagnata da tre merlotti dello stesso) |
|        | Savigny-le-Vieux D'or à la tige de fougère feuillée de sept pièces de sinople, une lettre S capitale de sable brochant en pointe sur la tige, au chef ondé de gueules chargé de deux léopards affrontés du champ (d'oro, al fusto di felce fogliato di sette pezzi di verde, una lettera S maiuscola di nero attraversante in punta sul fusto; al capo ondato di rosso, caricato di due leopardi affrontati del campo) |
|        | Sottevast Parti : au 1) d'argent au soleil non figuré de gueules à huit rayons droits ; au 2) mi parti d'argent aux deux bandes de gueules accompagnées de sept coquilles de même 1.3.3 (partito: nel 1º d'argento, al sole non figurato di rosso a otto raggi diritti; nel 2º semipartito d'argento, a due bande di rosso, accompagnate da sette conchiglie dello stesso 1, 3, 3) |
|        | Sourdeval D'or fretté de sable au franc-quartier de même (d'oro, cancellato di nero, al quartier franco dello stesso) |

## T
| Stemma | Nome del comune e blasonatura |
| ------ | --- |
|        | Le Teilleul D'azur à trois fers à cheval d'argent, posés 2 et 1 (d'azzurro, a tre ferri di cavallo d'argento, posti 2 e 1) |
|        | Tessy-sur-Vire De gueules au pont de trois arches d'argent maçonné de sable posé sur des ondes d'azur mouvant de la pointe. (di rosso, al ponte di archi d'argento, murato di nero, posato su onde d'azzurro moventi dalla punta) |
|        | Torigni-sur-Vire D'azur au château d'argent donjonné de deux tours enflammées du même (d'azzurro, al castello d'argento, torricellato di due torri infiammate dello stesso) |
|        | Tourlaville D'azur à une tour d'argent, au chevron d'or brochant sur le tout (d'azzurro, alla torre d'argento, allo scaglione d'oro attraversante sul tutto) |
|        | Tréauville Coupé : au premier d'azur aux deux jumelles d'argent surmontées d'un lion léopardé du même armé, lampassé et couronné d'or, le fouet de la queue du même (famille Basan de Flamanville, anciens seigneurs) ; au second d'argent au chef de gueules, au pal de sable brochant accosté de deux demi-vols adossés aussi de gueules (troncato: nel 1º d'azzurro, a due gemelle d'argento sormontate da un leone illeopardito dello stesso, armato, lampassato e coronato d'oro, col fiocchetto della coda dello stesso (famiglia Basan de Flamanville, antichi signori del luogo); nel 2º d'argento, al capo di rosso, al palo di nero attraversante accostato da due semivoli addossati pure di rosso) |
|        | La Trinité D'azur à la fasce d'or chargée d'un tourteau de sable accosté de deux coquilles de gueules, accompagnée, en chef à senestre, d'une fleur de lys aussi d'or et, en pointe, d'un lion d'argent tenant une hallebarde d'or (d'azzurro, alla fascia d'oro caricata di una torta di nero, accostata da due conchiglie di rosso, accompagnata, in capo a sinistra, da un giglio pure d'oro e, in punta, da un leone d'argento tenente una alabarda d'oro) |

## U
| Stemma | Nome del comune e blasonatura |
| ------ | --- |
|        | Urville-Nacqueville De gueules au léopard d'or armé et lampassé du champ, surmonté de deux lettres U et N capitales gothiques aussi d'or (di rosso, al leopardo d'oro armato e lampassato del campo, sormontato da due lettere U e N maiuscole gotiche pure d'oro) |

## V
| Stemma | Nome del comune e blasonatura |
| ------ | --- |
|        | Valognes D'azur au lynx courant d'argent, accompagné de deux épis de blé, un à dextre, un à senestre, en pal, d'or, et surmonté de deux autres épis de blé, en sautoir, du même. (d'azzurro, alla lince corrente d'argento, accompagnata da due spighe di grano, una a destra e una a sinistra, poste in palo, d'oro, e sormontata da altre due spighe di grano, in decusse, dello stesso) |
|        | Vasteville De gueules aux trois chevrons (di rosso, a tre scaglioni d'argento) |
|        | Villedieu-les-Poêles Parti d'argent à la croix alésée de gueules et d'or aux dix-huit billettes de sable posées, 4,5,4,3,2, surmonté d'un chef d'azur à la croix alésée d'argent (partito d'argento, alla croce scorciata di rosso e d'oro, a diciotto biglietti di nero posti 4, 5, 4, 3, 2, sormontato da un capo d'azzurro, alla croce scorciata d'argento)                             |
|        | Villiers-Fossard D'azur au chevron d'or accompagné de trois aigles d'argent, à la bordure aussi d'or (d'azzurro, allo scaglione d'oro, accompagnato da tre aquile d'argento; alla bordura pure d'oro) |

## Y
| Stemma | Nome del comune e blasonatura |
| ------ | --- |
|        | Yquelon D'azur à l'église du lieu d'argent ouverte et ajourée de sable, au chef d'or chargé de trois coquilles de gueules (d'azzurro, alla chiesa locale d'argento, aperta e finestrata di nero; al capo d'oro caricato di tre conchiglie di rosso) |